# نظریه حالت گذار

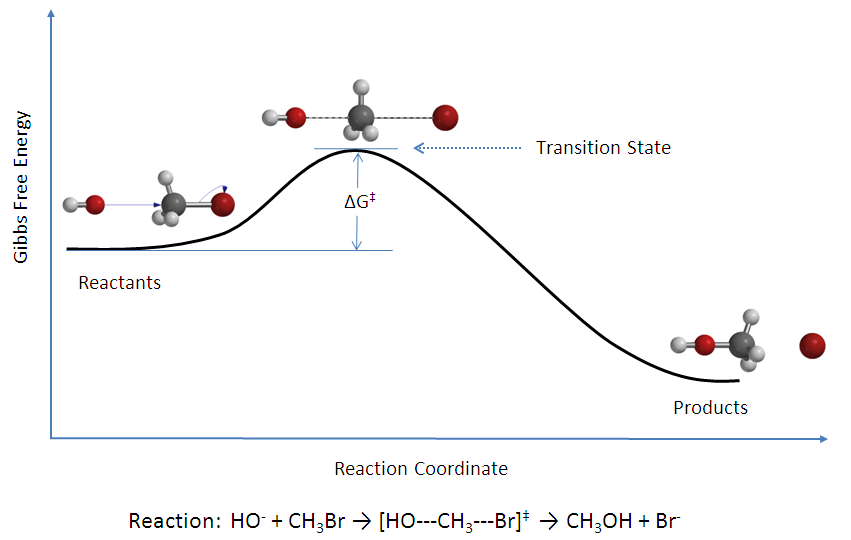
در این شکل، نمودار انرژی بر حسب مسیر واکنش برای واکنش بین برومومتان و آنیون هیدروکسید نشان داده شده است.

نظریه حالت گذار(به انگلیسی: Transition state theory) نظریه ای در سینتیک شیمیایی است که چگونگی انجام یک واکنش شیمیایی بین مواد واکنش دهنده و تولید فرآورده را توصیف می‌کند. در این نظریه مفهومی فرضی به نام حد واسط یا کمپلکس فعال معرفی می‌شود که عبارت است از ماده ای با سطح انرژی بالا که در آن پیوندهای مواد واکنش دهنده در حال سست شدن و پیوندهای مواد فرآورده در حال تشکیل است. با استفاده از نمودار مربوط به این تئوری می‌توان مقدار انرژی فعال سازی واکنش، آنتالپی واکنش و نوع واکنش(گرما گیر یا گرماده بودن) را تشخیص داد.